# Intolerable Cruelty
Intolerable Cruelty är en amerikansk långfilm från 2003 i regi av Joel Coen och Ethan Coen, med George Clooney, Catherine Zeta-Jones, Geoffrey Rush och Cedric the Entertainer i rollerna.

## Handling
Miles Massey (George Clooney) är en framgångsrik skilsmässoadvokat. Han vinner till och med de omöjliga fallen. Så när Marilyn Rexroth (Catherine Zeta-Jones) skiljer sig från sin rike och otrogne man så får hon inte en krona, eftersom mannen valt Miles som sin advokat. Marilyn bestämmer sig för att hämnas på Miles, men samtidigt fattar de båda tycke för varandra. 

## Rollista
| George Clooney         | – Miles                            |
| Catherine Zeta-Jones   | – Marylin                          |
| Geoffrey Rush          | – Donovan Donaly                   |
| Cedric the Entertainer | – Gus Petch                        |
| Edward Herrmann        | – Rex Rexroth                      |
| Paul Adelstein         | – Wrigley                          |
| Richard Jenkins        | – Freddy Bender                    |
| Billy Bob Thornton     | – Howard D. Doyle                  |
| Julia Duffy            | – Sarah Sorkin                     |
| Jonathan Hadary        | – Heinz, the Baron Krauss von Espy |
| Tom Aldredge           | – Herb Myerson                     |
| Stacey Travis          | – Bonnie Donaly                    |
| Jack Kyle              | – Ollie Olerud                     |